# Форд (округ, Иллинойс)
Форд (англ. Ford County) — округ в штате Иллинойс, США. Официально образован в 1859 году. По состоянию на 2010 год, численность населения составляла 14 081 человек.

## География
По данным Бюро переписи США, общая площадь округа равняется 1 258,741 км2, из которых 1 258,741 км2 — суша, и 0,600 км2, или 0,100 % — это водоёмы.

## Население
По данным переписи населения 2000 года в округе проживает 14 241 житель в составе 5639 домашних хозяйств и 3902 семей. Плотность населения составляет 11,00 человек на км2. На территории округа насчитывается 6060 жилых строений, при плотности застройки около 5,00-ти строений на км2. Расовый состав населения: белые — 98,18 %, афроамериканцы — 0,25 %, коренные американцы (индейцы) — 0,10 %, азиаты — 0,32 %, гавайцы — 0,00 %, представители других рас — 0,40 %, представители двух или более рас — 0,75 %. Испаноязычные составляли 1,24 % населения независимо от расы.
В составе 31,70 % из общего числа домашних хозяйств проживают дети в возрасте до 18 лет, 57,80 % домашних хозяйств представляют собой супружеские пары, проживающие вместе, 8,00 % домашних хозяйств представляют собой одиноких женщин без супруга, 30,80 % домашних хозяйств не имеют отношения к семьям, 28,00 % домашних хозяйств состоят из одного человека, 15,30 % домашних хозяйств состоят из престарелых (65 лет и старше), проживающих в одиночестве. Средний размер домашнего хозяйства составляет 2,45 человека, и средний размер семьи — 2,99 человека.
Возрастной состав округа: 25,80 % — моложе 18 лет, 6,90 % — от 18 до 24, 26,40 % — от 25 до 44, 21,50 % — от 45 до 64, и 21,50 % — от 65 и старше. Средний возраст жителя округа — 39 лет. На каждые 100 женщин приходится 91,90 мужчин. На каждые 100 женщин старше 18 лет приходится 87,00 мужчин.
Средний доход на домохозяйство в округе составлял 38 073 USD, на семью — 44 947 USD. Среднестатистический заработок мужчины был 32 085 USD против 22 320 USD для женщины. Доход на душу населения составлял 18 860 USD. Около 5,70 % семей и 7,00 % общего населения находились ниже черты бедности, в том числе — 8,60 % молодежи (тех, кому ещё не исполнилось 18 лет) и 5,90 % тех, кому было уже больше 65 лет.